# Himantopus leucocephalus
Himantopus leucocephalus е вид птица от семейство Recurvirostridae. Някои изследователи приемат H. leucocephalus за подвид на кокилобегача (H. himantopus). Така е описан и от Международния съюз за защита на природата (IUCN).

## Разпространение
Видът е разпространен в Малайзия, Япония, Филипините, Бруней, Остров Рождество, Индонезия, Палау, Папуа Нова Гвинея, Австралия и Нова Зеландия.